# Patrik Järbyn
Patrik Inge Johan Järbyn (ur. 16 kwietnia 1969 w Borås) – szwedzki narciarz alpejski, trzykrotny medalista mistrzostw świata.

## Kariera
W zawodach Pucharu Świata zadebiutował 5 grudnia 1992 roku w Val d’Isère, zajmując 27. miejsce w supergigancie. Tym samym już w swoim debiucie wywalczył pierwsze pucharowe punkty. Na podium zawodów tego cyklu po raz pierwszy stanął 8 marca 1998 roku w Kvitfjell, kończąc supergiganta na drugiej pozycji. W zawodach tych rozdzielił Austriaka Hansa Knaußa i Didiera Cuche ze Szwajcarii. Łącznie trzy razy stawał na podium, nie odnosząc żadnego zwycięstwa: 26 listopada 2006 roku w Lake Louise i 19 grudnia 2008 roku w Val Gardena był trzeci w supergigantach. Najlepsze wyniki osiągnął w sezonie 1998/1999, kiedy zajął 22. miejsce w klasyfikacji generalnej. Ponadto w sezonie 1997/1998 był czwarty w klasyfikacji supergiganta.
Na mistrzostwach świata w Sierra Nevada  w 1996 roku wywalczył srebrny medal w supergigancie, rozdzielając dwóch Norwegów: Atle Skårdala i Kjetila André Aamodta. Na rozgrywanych jedenaście lat później mistrzostwach świata w Åre Szwed zajął trzecie miejsce w zjeździe, ulegając tylko Norwegowi Akselowi Lundowi Svindalowi i Janowi Hudecowi z Kanady. Na tych samych mistrzostwach zdobył też brązowy medal w zawodach drużynowych. W 1994 roku wystartował na igrzyskach olimpijskich w Lillehammer, gdzie jego najlepszym wynikiem było osiemnaste miejsce w supergigancie. Na rozgrywanych cztery lata później igrzyskach w Nagano supergiganta ukończył na szóstej pozycji. W tej samej konkurencji zajął też między innymi jedenaste miejsce na igrzyskach olimpijskich w Salt Lake City (2002) i 29. miejsce podczas igrzysk w Turynie (2006). Brał także udział w igrzyskach w Vancouver w 2010 roku, gdzie zajął 29. miejsce w zjeździe, a supergiganta nie ukończył.
W 2014 roku zakończył karierę.

## Osiągnięcia

### Igrzyska olimpijskie
| Miejsce | Dzień     | Rok  | Miejscowość    | Konkurencja | Czas biegu | Strata | Zwycięzca           |
| ------- | --------- | ---- | -------------- | ----------- | ---------- | ------ | ------------------- |
| 34.     | 13 lutego | 1994 | Lillehammer    | Zjazd       | 1:45,75    | +2,30  | Tommy Moe           |
| DSQ     | 15 lutego | 1994 | Lillehammer    | Kombinacja  | 3:17,53    | -      | Lasse Kjus          |
| 18.     | 17 lutego | 1994 | Lillehammer    | Supergigant | 1:32,53    | +1,98  | Markus Wasmeier     |
| DNF1    | 23 lutego | 1994 | Lillehammer    | Gigant      | 2:52,46    | -      | Markus Wasmeier     |
| DNF2    | 12 lutego | 1998 | Nagano         | Kombinacja  | 3:08,06    | –      | Mario Reiter        |
| 10.     | 13 lutego | 1998 | Nagano         | Zjazd       | 1:50,11    | +1,11  | Jean-Luc Crétier    |
| 6.      | 16 lutego | 1998 | Nagano         | Supergigant | 1:34,82    | +0,90  | Hermann Maier       |
| 21.     | 19 lutego | 1998 | Nagano         | Gigant      | 2:38,51    | +5,31  | Hermann Maier       |
| 18.     | 10 lutego | 2002 | Salt Lake City | Zjazd       | 1:39,13    | +1,92  | Fritz Strobl        |
| 11.     | 16 lutego | 2002 | Salt Lake City | Supergigant | 1:21,58    | +1,82  | Kjetil André Aamodt |
| 24.     | 21 lutego | 2002 | Salt Lake City | Gigant      | 2:23,28    | +4,38  | Stephan Eberharter  |
| 33.     | 12 lutego | 2006 | Turyn          | Zjazd       | 1:48,80    | +4,07  | Antoine Dénériaz    |
| 24.     | 18 lutego | 2006 | Turyn          | Supergigant | 1:30,65    | +1,56  | Kjetil André Aamodt |
| 29.     | 15 lutego | 2010 | Vancouver      | Zjazd       | 1:54,31    | +2,27  | Didier Défago       |
| DNF     | 19 lutego | 2010 | Vancouver      | Supergigant | 1:30,34    | —      | Aksel Lund Svindal  |

### Mistrzostwa świata
| Miejsce | Dzień       | Rok  | Miejscowość       | Konkurencja | Czas biegu | Strata     | Zwycięzca                |
| ------- | ----------- | ---- | ----------------- | ----------- | ---------- | ---------- | ------------------------ |
| 9.      | 8 lutego    | 1993 | Morioka           | Kombinacja  | 34,22 pkt  | +55,32 pkt | Lasse Kjus               |
| 26.     | 10 lutego   | 1993 | Morioka           | Gigant      | 2:15,36    | +6,39      | Kjetil André Aamodt      |
| DNF     | 11 lutego   | 1993 | Morioka           | Zjazd       | 1:32,06    | -          | Urs Lehmann              |
| 2.      | 13 lutego   | 1996 | Sierra Nevada     | Supergigant | 1:21,80    | +0,29      | Atle Skårdal             |
| 24.     | 17 lutego   | 1996 | Sierra Nevada     | Zjazd       | 2:00,17    | +3,04      | Patrick Ortlieb          |
| 24.     | 19 lutego   | 1996 | Sierra Nevada     | Kombinacja  | 3:31,95    | +12,98     | Marc Girardelli          |
| DNF1    | 23 lutego   | 1996 | Sierra Nevada     | Gigant      | 1:58,63    | -          | Alberto Tomba            |
| 19.     | 3 lutego    | 1997 | Sestriere         | Supergigant | 1:29,68    | +1,69      | Atle Skårdal             |
| 26.     | 8 lutego    | 1997 | Sestriere         | Zjazd       | 1:51,11    | +2,89      | Bruno Kernen             |
| DNF1    | 12 lutego   | 1997 | Sestriere         | Gigant      | 2:48,23    | -          | Michael von Grünigen     |
| 15.     | 2 lutego    | 1999 | Vail/Beaver Creek | Supergigant | 1:14,53    | +1,55      | Hermann Maier Lasse Kjus |
| 10.     | 6 lutego    | 1999 | Vail/Beaver Creek | Zjazd       | 1:40,60    | +2,34      | Hermann Maier            |
| 14.     | 9 lutego    | 1999 | Vail/Beaver Creek | Kombinacja  | 2:43,09    | +6,94      | Kjetil André Aamodt      |
| 15.     | 12 lutego   | 1999 | Vail/Beaver Creek | Gigant      | 2:19,31    | +3,46      | Lasse Kjus               |
| 20.     | 2 lutego    | 2003 | Sankt Moritz      | Supergigant | 1:38,80    | +2,26      | Stephan Eberharter       |
| 26.     | 29 stycznia | 2005 | Bormio            | Supergigant | 1:27,55    | +2,73      | Bode Miller              |
| 21.     | 3 lutego    | 2005 | Bormio            | Kombinacja  | 3:19,10    | +9,22      | Benjamin Raich           |
| 32.     | 5 lutego    | 2005 | Bormio            | Zjazd       | 1:56,22    | +3,69      | Bode Miller              |
| 17.     | 6 lutego    | 2007 | Åre               | Supergigant | 1:14,30    | +1,15      | Patrick Staudacher       |
| 3.      | 11 lutego   | 2007 | Åre               | Zjazd       | 1:44,68    | +0,97      | Aksel Lund Svindal       |
| 2.      | 18 lutego   | 2007 | Åre               | Drużynowo   | 18 pkt     | +15 pkt    | Austria                  |
| DNF     | 4 lutego    | 2009 | Val d’Isère       | Supergigant | 1:19,41    | -          | Didier Cuche             |
| 23.     | 9 lutego    | 2011 | Ga-Pa             | Supergigant | 1:38,31    | +4,18      | Christof Innerhofer      |
| DNF     | 12 lutego   | 2011 | Ga-Pa             | Zjazd       | 1:58,41    | -          | Erik Guay                |

### Puchar Świata

#### Miejsca w klasyfikacji generalnej
- sezon 1991/1992: 141.
- sezon 1992/1993: 60.
- sezon 1993/1994: 117.
- sezon 1994/1995: 86.
- sezon 1995/1996: 52.
- sezon 1996/1997: 135.
- sezon 1997/1998: 22.
- sezon 1998/1999: 22.
- sezon 1999/2000: 37.
- sezon 2001/2002: 55.
- sezon 2002/2003: 86.
- sezon 2003/2004: 24.
- sezon 2004/2005: 43.
- sezon 2005/2006: 57.
- sezon 2006/2007: 55.
- sezon 2008/2009: 64.
- sezon 2009/2010: 58.
- sezon 2010/2011: 69.
- sezon 2011/2012: 138.

#### Miejsca na podium
1. Kvitfjell – 8 marca 1998 (supergigant) – 2. miejsce
2. Lake Louise – 26 listopada 2006 (supergigant) – 3. miejsce
3. Val Gardena – 19 grudnia 2008 (supergigant) – 3. miejsce